# جگرکندی
جگرکندی یک روستا در ایران است که در دهستان ویلکیج شمالی واقع شده‌است. جگرکندی ۵۲ نفر جمعیت دارد.